# Салтильо (Мексико)
Салтильо (на испански: Saltillo) е столицата на североизточния щат Коауила в Мексико. Салтильо е с население от 633 667 жители (2005) и е основан от Алберто дел Канто през 1577 г., което го прави най-старият град в Северно Мексико. Разположен е на 1600 м надморска височина.